# Міхаель Белла
Міхаель Белла (нім. Michael Bella, нар. 29 вересня 1945, Дуйсбург) — німецький футболіст, що грав на позиції захисника.
Протягом усієї кар'єри виступав за «Дуйсбург», а також національну збірну ФРН. У складі збірної — чемпіон Європи.

## Клубна кар'єра
Народився 29 вересня 1945 року в місті Дуйсбург. Розпочав грати у футбол в клубі DJK Lösort-Meiderich. У 1957 році він відправився в молодіжну команду клубу «Мейдеріхер». У дитячих і юнацьких командах грав на позиції голкіпера, але оскільки йому не вистачало зросту, його перевели в поле і він став захисником. У сезоні 1963/64 він був включений у першу команду і дебютував за клуб 20 березня 1964 року в матчі Бундесліги проти «Герти» (2:2). 5 січня 1965 року він забив перший гол у Бундеслізі у ворота «Штутгарта» (5:2). У 1966 році він став з командою фіналістом Кубка ФРН (у фіналі програв «Баварії» 2: 4), у тому ж році клуб змінив свою назву на «Дуйсбург». Крім цього, з того сезону Белла стала основним гравцем своєї команди. У 1975 році Белла другий раз в своїй кар'єрі з клубом став фіналістом Кубка ФРН. Загалом до 1978 року Міхаель зіграв 405 матчів Бундесліги і забив 13 голів, після чого закінчив свою кар'єру.

## Виступи за збірні
Протягом 1966—1967 років залучався до складу молодіжної збірної ФРН U-23. Вперше за неї зіграв 16 листопада 1966 року в Бухаресті проти Румунії. У 1967 році зіграв за цю збірну ще два матчі.
В грудні 1968 року національна збірна ФРН відправилась до Південної Америки і її тренер Гельмут Шен взяв з собою Беллу, який 18 і 22 грудня 1968 року відіграв перші два міжнародних матчі проти Чилі та Мексики. Після цього Міхаель тривалий час не грав за збірну і 1970 року не був включений до заявки на чемпіонат світу в Мексиці. Лише 14 жовтня 1970 року він знову зіграв у складі молодіжної збірної U-23 проти Англії, а через місяць зіграв свою третю гру за національну збірну в гостях проти Греції. Четвертий і останній матч за збірну Белла провів 17 травня 1971 року в Тирані проти Албанії.
Тим не менш наступного року Белла складі збірної був учасником чемпіонату Європи 1972 року у Бельгії, здобувши того року титул континентального чемпіона, хоча на поле і не виходив.

## Титули і досягнення
- Чемпіон Європи (1):

1972